# Бородянка
Бородя́нка — селище в Україні з населенням 13 тисяч осіб. Розташована в Бучанському районі Київської області. Центр Бородянської селищної громади.

## Етимологія
Точне походження назви селища не є відомим. «Словник географічних назв Польського Королівства та інших слов‘янських країн» пропонує версію, що Бородянка дістала свою назву від борів, що оточують місцевість. "Літопис рідного краю. Бородянщина" стверджує походження назви від слова "борода", тобто частину лісу, яка клином виходить на берег річки. Пізніше так називалась невижата земля чи обкіс. Стара назва "Козятичі" походить від дохристиянського слов'янського чоловічого імені Козята. 

## Географія
Через північно-східну частину селища тече струмок Тростянець, а вздовж південно-східного краю — річка Здвиж.

## Історія

### Київська Русь та Річ Посполита
Сайт сільської ради вважає датою першої згадки 1190 р. як поселення Козятичі, проте в літописах руської доби не існує ніяких відомостей про поселення з такою назвою, на думку краєзнавця О. Г. Цуруля це не означає, що на місці Бородянки у той час не існувало поселення.

В польських джерелах знаходимо:
|  | Відомо, що у 1240 році цією стороною проліг кривавий шлях Батия. В Литовській метриці є згадка, що в XV столітті маєток Козятичі тобто Бородянка був власністю якогось князя Романа(?) і входив до складу так званих Ясинецьких пізніше Макарівських маєтків. Отож князь Роман, невідомо де і як, втративши двох синів у кривавій катастрофі, яку відчув край у 1482 році від навали Менґлі Ґерая, лишився тільки з однією донькою, яка, будучи єдиною в роду та єдиною дідичкою розлогих маєтків, вийшла заміж за Васенцевича походженням з Литви... Бородянку, як і Макарів, Васенцевич віддав у придане доньці Марині, яка вийшла заміж за Івана Глинського. Тим те менше коли той же Іван Глинський зрадив свій край, король Сигізмунд I, як "після зрадника", вилучив у скарбницю, а пізніше окремою грамотою повернув її братам Марини, тобто: Миколі, Андрію, Якову, Богдану, Павлу та Дмитру Васенцевичам, як, так пише привілей, "правонаступництво по матері"... Врешті решт доля Васенцевичів завершилася на нащадках Богдана. З них Макар став власником і маєтків Ясинич та Бородянки. Після нього його син Андрій, як і інші його нащадки стали писатися Макаревичами, назва Васенцевич зберігається як прізвисько. Якраз Андрій мав двох синів: Миколу та Григорія. Микола Макаревич, дідич Бородянки, заступник київського воєводи, народжений у грецькій вірі, став першим ревним прихильником реформи і навіть своїх синів до цього віровизнання схилив. Після смерті його Кшиштоф Макаревич став дідичем Бородянки, але цей бажаючи ухилитися від переслідувань свого ворога Самуїла Лаща, коронного стражника, який навіть 25 січня 1640 року напав на нього, повністю покинув київське довкілля і ще того ж року у Варшаві продав Бородянку Андрію Дрогоєвському... У 1642 році Андрій Дрогоєвський вже помер, а його вдова вийшла заміж за Миколу Абрамовича, мстиславльського воєводу. Від першого шлюбу лишився неповнолітній син Самуель-Кшиштоф Дрогоєвський. За часів володіння пані Абрамович Бородянка значно розширилась, а кількість мешканців зросла. Але настав час козацьких війн, незліченні сутички охопили увесь край. Дворянська власність, кинута напризволяще, занепала. У 1654 році Бородянкою заволоділи ченці Михайлівського монастиря. Пані Абрамович, бачачи щоденне хитання долі цієї провінції, у 1661 році віддала Бородянку в заставу київському воєводі Івану Виговському, не без потаємної думки, що тільки він один буде в стані та змозі повернути незаконно відібрані маєтки. Отож її надія була виправдана, бо Виговський незабаром забрав маєтки у ченців. Самуель Дрогоєвський помер приблизно в 1678 році, залишивши єдину доньку Іванну-Катерину, яка залишившись домініканською чорницею у Львові, в 1681 році подарувала Бородянку своєму стриєві Андрію Дрогоєвському, луківському старості. Але невдовзі після цього (1693 року) Палій, козацький полковник, засівши в маєтку київських єпископів Фастові, у властивому для себе звичаї, забрав усі навколишні маєтки. Загарбав також і Бородянку та заселив своїми козаками. Бальцер Вільга, командир загону, перебуваючи на той час з коронним військом у глибшому Поліссі, отримавши наказ від гетьмана Яблоновського аби вигнати Палія зі шляхетських маєтків, ще того ж року, одночасно з козаками Скринським та Яремою Гладким, які очолюючи добровільне козацьке військо служили республіці, несподівано підкравшись до Бородянки і заставши там паліївців, з ними жорстоко "вчинив бійню". Подальша низка власників наступна: після бездітного Андрія Дрогоєвського Бородянка дісталася його спадкоємцям Харленським та Зміївським, але ті її продали Станіславу-Антонію Щуці, на той час коронному адвокату та згодом литовським підскарбієм, який покидаючи цей світ у 1710 році, залишив тільки одну доньку Вікторію у шлюбі за Станіславом-Яном Контським, коронним мечником та генералом артилерії, сином відомого Мартина Контського. На Станіславі чоловічий рід Контських згас і його донька Маріанна перебуваючи у шлюбі з Євстахієм Потоцьким, генералом артилерії і тлумацьким старостою, внесла Бородянку у родину чоловіка. |

В іншому джерелі викладається дещо інший родовід Васенцевичів (див.: Васенцевичі).
Є й згадка у 1509 році у грамоті шляхтичам Макаревичам на с. Бородянку[джерело?].
Під час Коліївщини бородянські надвірні козаки приєдналися до Івана Бондаренка.
За свідченнями Лаврентія Похилевича, станом на 1863 рік:
|  | Бородянка — містечко на лівій стороні ріки Здвиж, за 50 верст від Києва та 8-ми по течії нижче села Нова Гребля. Мешканців налічується: православних 1400, римських католиків 9, євреїв 284. У 1783 році мешкало 1290 тільки руських(мається на увазі українців). Резиденція поміщика Ламберта Осиповича Понятовського і його контори, що розпоряджається його маєтками. До Бородянського маєтку в той час зараховуються села: Дружня, Загальці та села: Качали, Песківка, Галенка і Нова Буда з 29669 десятинами землі. Власникові крім цього маєтку, належить село Салькове у Переяслівському повіті і третя частина доходів Шендерівського маєтку. У Бородянці знаходиться крім двох водяних млинів полотняний і шкіряний заводи, а у всьому Бородянському маєтку нинішнім власником заведено чотирипільне раціональне господарство, з багатьма удосконаленнями у технології землеробства. Бородянкою володів гетьман Виговський, але 31 грудня 1660 року російський цар Олексій Михайлович подарував це містечко сукупно із селами: Загальці, Нова Гребля, Мосани і Красносілля (за Прип'яттю) Києво-Михайлівському монастиреві. Проте, Польський уряд не визнав подарунків, зроблених російськими монархами, тому ці маєтки було силою забрано у монастиря, не без кровопролиття, як зазвичай відбувалось у ті часи. У листі Палія до гетьмана Мазепи, наведеному у Величка, сказано, що в 1693 році на другий день свята Різдва Христова, поляки винищили в містечку Бородянка багато люду, трупами встелили землю. З половини минулого століття Бородянка з околишніми селищами до самого Горностайполя належала Євстахію Потоцькому — чеснику коронному, а потім коронному підкоморію Вінцентію Потоцькому. До кінця століття Бородянський маєток після короткого перебування в руках відомого Моршковського(президент цивільної палати у Житомирі, був блискучим юристом) перейшов до Савицької, від якої був у 1820 році придбаний батьком теперішнього власника(Ламбертом Понятовським). |

З цього ж джерела дізнаємося, що в Бородянці була давня дерев'яна церква, яку ремонтували 1728 року, а у 1797 році на її місці було збудовано дерев'яну Михайлівську церкву.
Відповідно до краєзнавчих матеріалів встановлено наступне.
Після смерті власника маєток перейшов у спадщину згідно з родинними правами Йосипу Шембеку.

### Період Російської Імперії
З Бородянкою пов'язаний епізод Січневого повстання 1863 р. на Правобережній Україні. В ніч з 8 на 9 травня 1863 р. Києва виступив загін (за деякими даними у 500 повстанців) під командою Володислава Зелінського та колишнього офіцера московських саперів Боровського. Попереду вирушила кавалерія Р. Ольшанського. Збірний пункт для всіх посталих був визначений на Бердичівському шосе за милю від Києва. Після сутички у Романівки, спаливши міст на р. Ірпінь, повстанці затримали погоню та пішли в Бородянку, де зупинилися на відпочинок. Тут дійшло до нерівного але жорстокого бою з переслідувачами на чолі з полковником Тузенхаузеном, яка складалася з двох рот полтавського полку піхоти, двох ескадронів драгунів та сотні козаків. На цей час російські війська переважали повстанців удвічі, так як невеликий підрозділ повстанської піхоти і вся кавалерія перед цим вже залишила Бородянку. Росіяни оточили містечко. Повстанці запекло боронилися, спочатку на позиціях потім в будинках. Росіяни почали палити хати. Тільки 30 повстанців втекло. Решта полягли чи потрапили в полон. Недалеко біля Бородянки на дорозі до Берестянки є могила де поховано 18 юнаків-поляків, що загинули у сутичці з царськими військами в 1863 році у Бородянці.
З 2 половини 19 століття Бородянка — центр Бородянської волості. За даними 1886 року, «Бородянка — колишнє власницьке містечко при річці Здвиж за 50 верст від повітового міста, 1599 осіб, 219 дворів, православна церква, католицька каплиця, єврейська синагога, молитовний будинок, 8 постоялих будинків, 5 лавок, 2 водяних та вітряний млин. За 11 верст — дігтярний завод. За 18 верст — смоляний завод.»
На початку ХХ століття у Бородянці нараховувалось 469 дворів з населенням 2850 осіб, була земська лікарня на 15 ліжок, земська поштова станція, однокласна парафіяльна школа, Сільська аптека, Сільський Банк, Позико-ощадне товариство, 16 магазинів та лавок, щомісяця проводилися одноденні ярмарки.

### Українська революція
У ході Української революції територія Бородянки стала частиною проголошеної ІІІ Універсалом Української Народної Республіки у складі адміністративно-територіальної одиниці Деревська земля. У ході Першої радянсько-української війни на станціях Бухтіївка та Бородянка відбувся перший бій за столицю, у результаті якого територія опиняється під контролем більшовиків, але згодом деокуповується українською владою в ході контрнаступу. З утворенням Української Держави на чолі з Павлом Скоропадським стає частиною Київської губернії. 11-13 червня 1920 року під Бородянкою сталася битва між польскими та більшовицькими вояками. У ході Другої радянсько-української війни остаточно опиняється під контролем більшовиків.

### Радянський період

#### Ранній СРСР та Друга світова війна
У 1923 році Бородянка стала районним центром.
У грудні 1932 року з'явились перші жертви голодомору. Точної кількості померлих в Бородянці від голоду та хвороб, спричинених голодомором, не встановлено. В 1990 році на місці масового поховання жертв голодомору на місцевому цвинтарі встановлено хрест.
Вже на другий день після початку Німецько-радянської війни зі станції Бородянка на захід були відправлені перші ешелони мобілізованих до Червоної Армії. На фронтах Другої світової війни воювало 795 жителів Бородянки, 240 з них загинуло. Із Бородянки було відправлено на роботу в Німеччину 53 чоловіки[джерело?]. Гітлерівські окупанти спалили 103 садиби. 8 листопада 1943 року Бородянку було визволено 212-м стрілецьким полком 75-ї гвардійської стрілецької дивізії. Одразу після звільнення розпочалися відбудовчі роботи.

#### Повоєнний період
У зв'язку з розвитком соціалістичного господарства і ростом села в 1957 році Бородянку віднесли до категорії селищ міського типу. У 1956 році почав курсувати автобус за маршрутом Бородянка — станція Бородянка. У 1970 році в Бородянці проживало 5110 осіб.
Великий імпульс у розвитку селище одержало з будівництвом філіалу Київського заводу «Червоний екскаватор» (директор — Кирилюк В. Х., 19.11.1939 — 09.07.2002 р.р.), яке розпочалося у 1974 році. У наступні два десятиріччя було розгорнуто житлове будівництво для працівників заводу та реконструкція центральної частини селища. У 1985 році на кошти екскаваторного заводу побудовано нову школу на 1200 місць.
Восени 1976 року Бородянський колгосп ім. Леніна очолив А. М. Ігнатов (24.10.1935 — 04.02.1994 рр.). За час його керівництва побудовано житловий масив для колгоспників, значно розширене виробництво за рахунок введення переробних цехів.
На початку 90-х років на базі колгоспу була створена агрофірма «Відродження». У 1999 році було проведено розпаювання колгоспної землі та утворено приватне сільськогосподарське підприємство «Колос» (голова Б. М. Батов).
В 1986 році внаслідок аварії на Чорнобильській АЕС селище, як і весь Бородянський район, віднесене до зони посиленого радіоекологічного контролю, жителі мають статус потерпілих 4 категорії.
У 1987 році село Шевченкове Бородянської селищної Ради включено у смугу селища міського типу Бородянка.

### Незалежна Україна

#### Кінець ХХ — початок ХХІ століття
Станом на 2001 рік у селищі проживало 12564 особи.
У 2006 році телеведучий і продюсер Ігор Пелих знімав в населеному пункті один з випусків програми «На свіжу голову».
На 1 січня 2013 року кількість населення складала 13 135 мешканців.
17 липня 2020 року Бородянський район був ліквідований, а Бородянка увійшла до складу Бучанського, де стала центром Бородянської селищної громади.

#### Російсько-українська війна

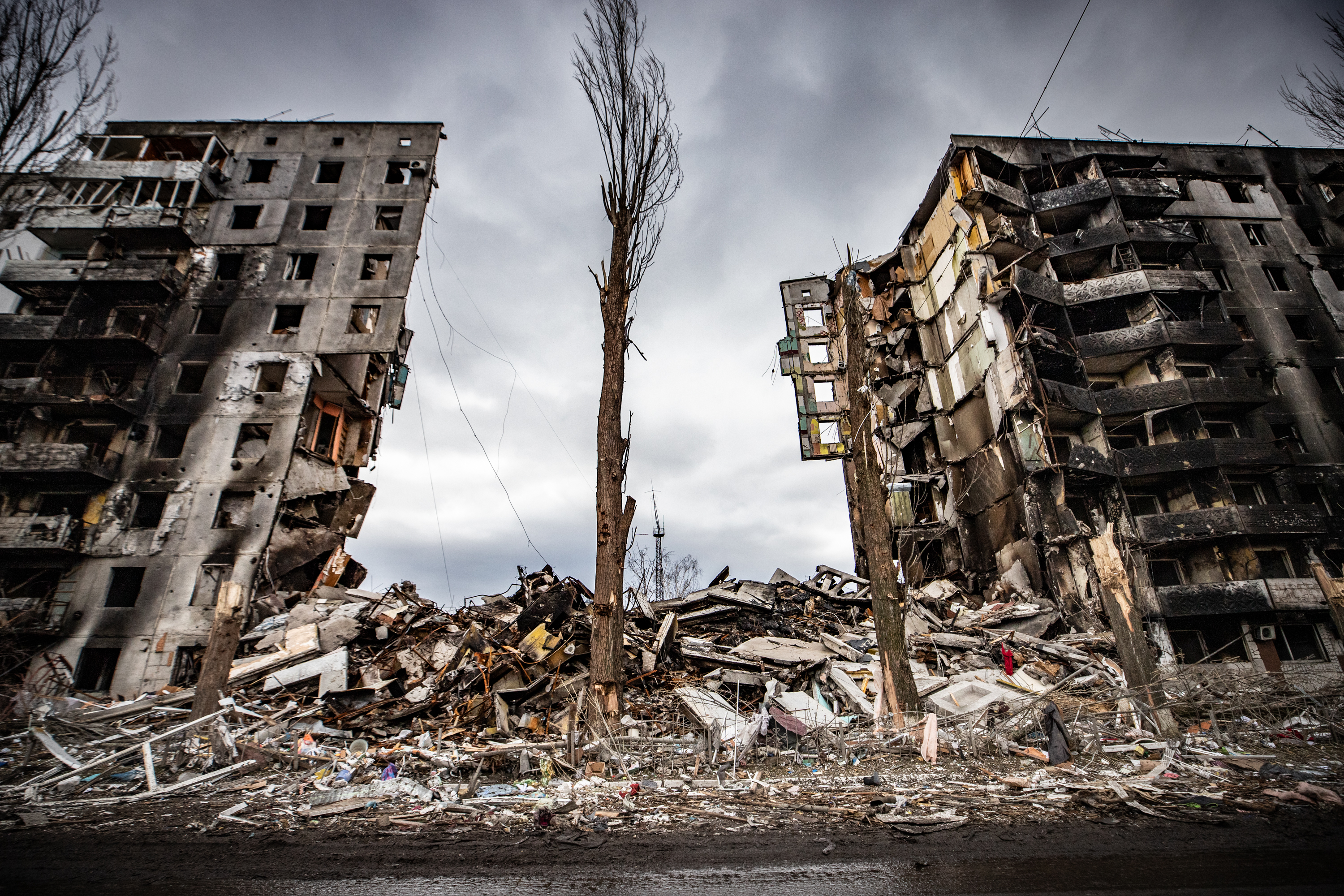
Рештки будинку, бомбардуванням якого вбито не менше 23 людей

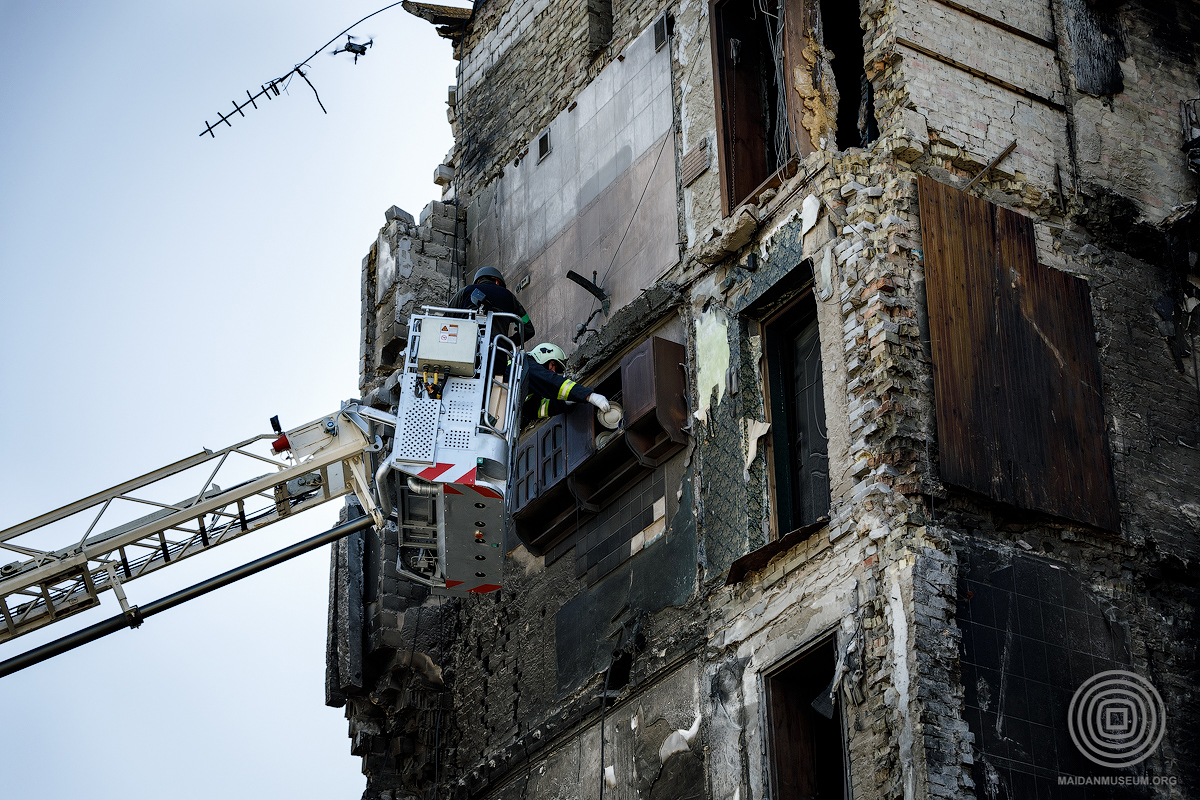
Працівники ДСНС знімають зі стіни зруйнованого будинку вцілілу кухонну шафку з півником васильківської майоліки для передачі до Національного музею Революції Гідності. 14 квітня 2022 року.

2022 року через Бородянку пройшов головний шлях російського наступу на Київ. Російська бронетехніка з'явилася на околиці селища 26 лютого, і почалися її сутички та бої з теробороною, а згодом і поліцією. Цього ж дня від обстрілу Бородянки загинули 6 людей. 28 лютого Центральною вулицею проїхала велика колона, яка стріляла по будівлях із гармат і кулеметів. 1 та 2 березня російські літаки розбомбили 8 багатоповерхівок, вбивши не менше 40 людей. Центральна вулиця лежала в руїнах. Не було світла, води, тепла, зв'язку, дома грабували мародери. 1 березня під Бородянкою був збитий російський бомбардувальник, а 10 березня українські артилеристи ліквідували під селищем кілька російських танків. Проте на початку березня російська армія захопила Бородянку. Окупанти не давали місцевим жителям розбирати завали, грабували магазини і розстрілювали цивільне населення.
1 квітня 2022 року селище було звільнене. За даними місцевої влади, окупанти повністю знищили 8 та пошкодили частково 32 багатоповерхові будинки, а по всій громаді знищено близько 500 приватних будинків та ще близько 450 частково зруйновано або зазнали пошкоджень. За супутниковими знімками в Бородянці нараховано 42 знищені, 52 серйозно пошкоджені і 60 помірно пошкоджених споруд.
Під завалами будівель у Бородянці знайшли 41 загиблого. Крім того, понад 300 тіл виявили в похованнях, зроблених місцевими жителями під час окупації.
2 травня 2022 року працівники ДСНС врятували з сьомого поверху зруйнованого будинку кішку, яка провела там без води і їжі близько двох місяців і стала символом незламності українського народу у боротьбі з російськими окупантами.
У листопаді 2022 року Бородянку відвідав всесвітньо відомий художник Бенксі, який залишив на зруйнованих будинках селища графіті, присвячені дітям під час російського вторгнення та окупації.
Наприкінці 2022 — на початку 2023 року більшість пошкоджених багатоквартирних будинків було демонтовано. В другій половині 2024 року почалося активне відновлення Бородянки.

## Населення

### Мова
Розподіл населення за рідною мовою за даними перепису 2001 року:
| Мова            | Кількість | Відсоток |
| --------------- | --------- | -------- |
| українська      | 11440     | 92.61%   |
| російська       | 848       | 6.86%    |
| білоруська      | 45        | 0.36%    |
| вірменська      | 8         | 0.07%    |
| румунська       | 2         | 0.02%    |
| гагаузька       | 1         | 0.01%    |
| інші/не вказали | 9         | 0.07%    |
| Усього          | 12353     | 100%     |

## Економіка
На території селища понад 200 організацій та промислових підприємств всіх форм власності. Діють Київський філіал інституту експертизи сортів рослин, знищені ВАТ «Бородянське автопідприємство 13237», виробничо-торговельна фірма «Аліна», кооператив «Електроклуб», а також споживче товариство «Барвінок», інші.
ВАТ «АС» надає широкий спектр авіаційних послуг в різних галузях народного господарства України та країн СНД на літаках «малої» авіації, має аеродром, авіаційно-технічний спортивний клуб ТСО України, що має ліцензію Державного комітету молодіжної політики, спорту і туризму України на підготовку парашутистів — помічників та парашутистів — спортсменів та занять з планеризму.
- Бородянський екскаваторний завод

## Пам'ятники

Пам'ятник Тарасу Шевченку після обстрілу 2022 року

У серпні 1999 року на площі, що носить ім'я Тараса Шевченка, встановлено його погруддя (скульптор — М. Міщук). У 2022 році, у ході російсько-української війни, окупанти розстріляли пам'ятник.
2015 року (на честь 825-річчя заснування селища) на головній вулиці Бородянки встановили статую архангела Михаїла з хрестом і мечом. Під час війни хрест впав, а меч залишився.

## Соціальна сфера
У селищі функціонують 3 спеціалізовані загальноосвітні школи з поглибленим вивченням окремих предметів та школа мистецтв, 3 дитячих садки; аграрний ліцей, що готує механізаторів, водіїв, газоелектрозварювальників, овочівників закритого ґрунту та кухарів; центральна районна лікарня та аптека; 3 аптечних заклади приватної форми власності; будинок-інтернат для пристарілих; працюють відділення Державного Ощадного банку та філії чотирьох акціонерних банків («Аваль», «Креді Агріколь Банк», «Ощадбанк», «Приватбанк»), 5 ресторанів (не називайте кафе ресторанами).
Діють Палац культури ім. Т. Г. Шевченка, Центральна бібліотека для дорослих та дитяча бібліотека, Дитяча-юнацька спортивна школа, спортклуб «Здоров'я».
В Бородянці є краєзнавчий музей, відкритий 2016 року. Станом на 2021 рік він мав близько 3000 експонатів. 2 березня 2022 року музей був частково зруйнований бомбовим авіаударом, але значна частина експонатів вціліла, і його планують відкрити в новому приміщенні.
У районному центрі проведено будівництво сучасного спортивного комплексу футбольного клубу «Система» (президент В.Пилипенко) з 4 футбольними полями (центральне — з підігрівом на 5 тисяч глядацьких місць) та спортивним залом.
У селищі діють 5 релігійних громад — Українська православна церква Московського патріархату, Православна церква України, Церква баптистів, християнська церква Повного Євангелія «Слово віри», Церква адвентистів сьомого дня. Культові споруди представлені церквою євангельських християн-баптистів та православним храмом Архістратига Михайла, освяченим Митрополитом Володимиром 19 вересня 1999 року.
В селищі є меморіал Слави землякам, які загинули в роки Другої світової війни, та визволителям селища, а також меморіал в честь місцевих тероборонівців, що полягли під час захисту Бородянки у 2022 р. 

## Транспорт
Через селище проходить автошлях E373.

## Міста-побратими
- Мінськ-Мазовецький, Польща[39]
- Навалагамелья, Іспанія

## Галерея

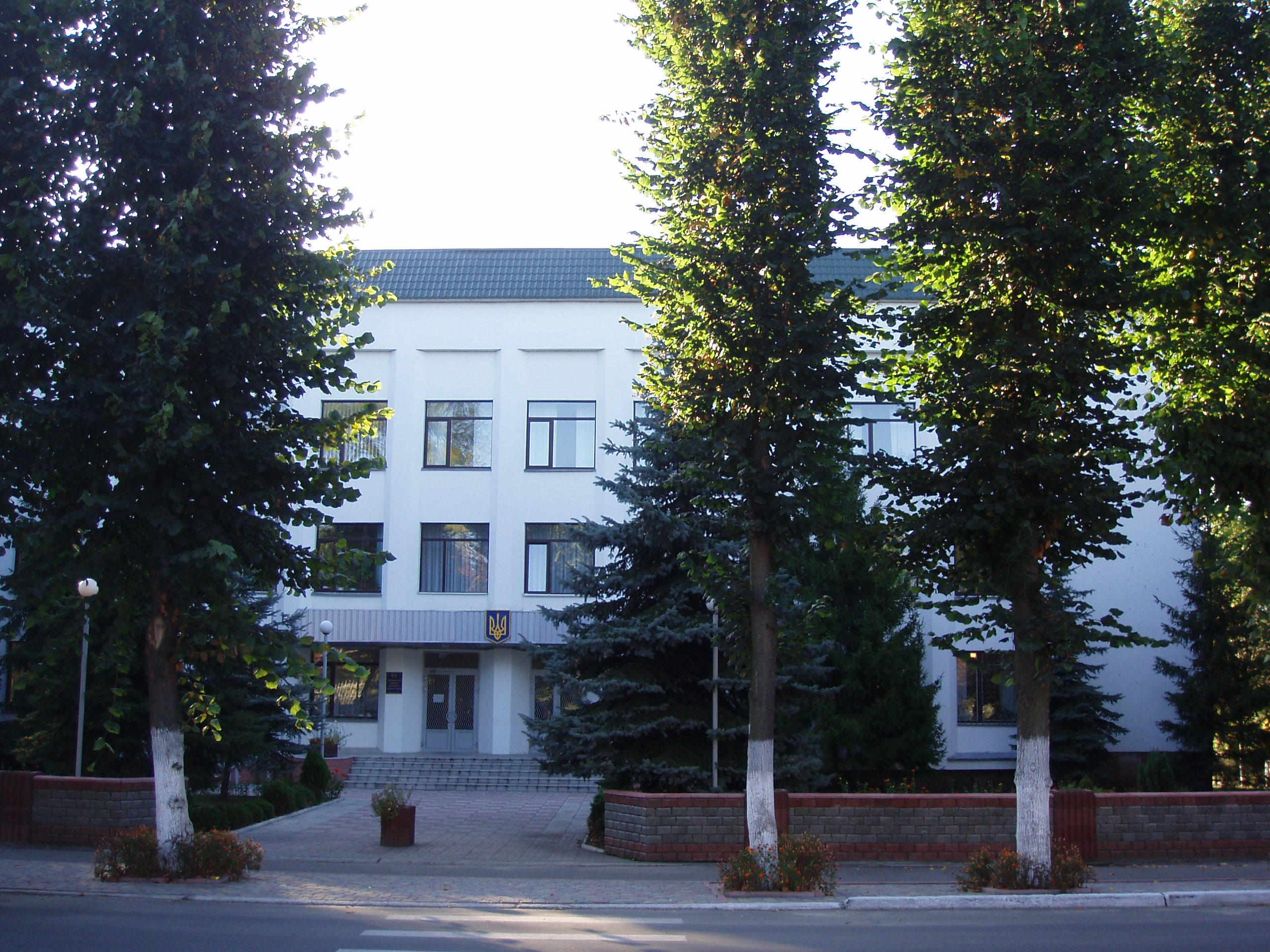
Бородянська районна рада
Будинок зв'язку
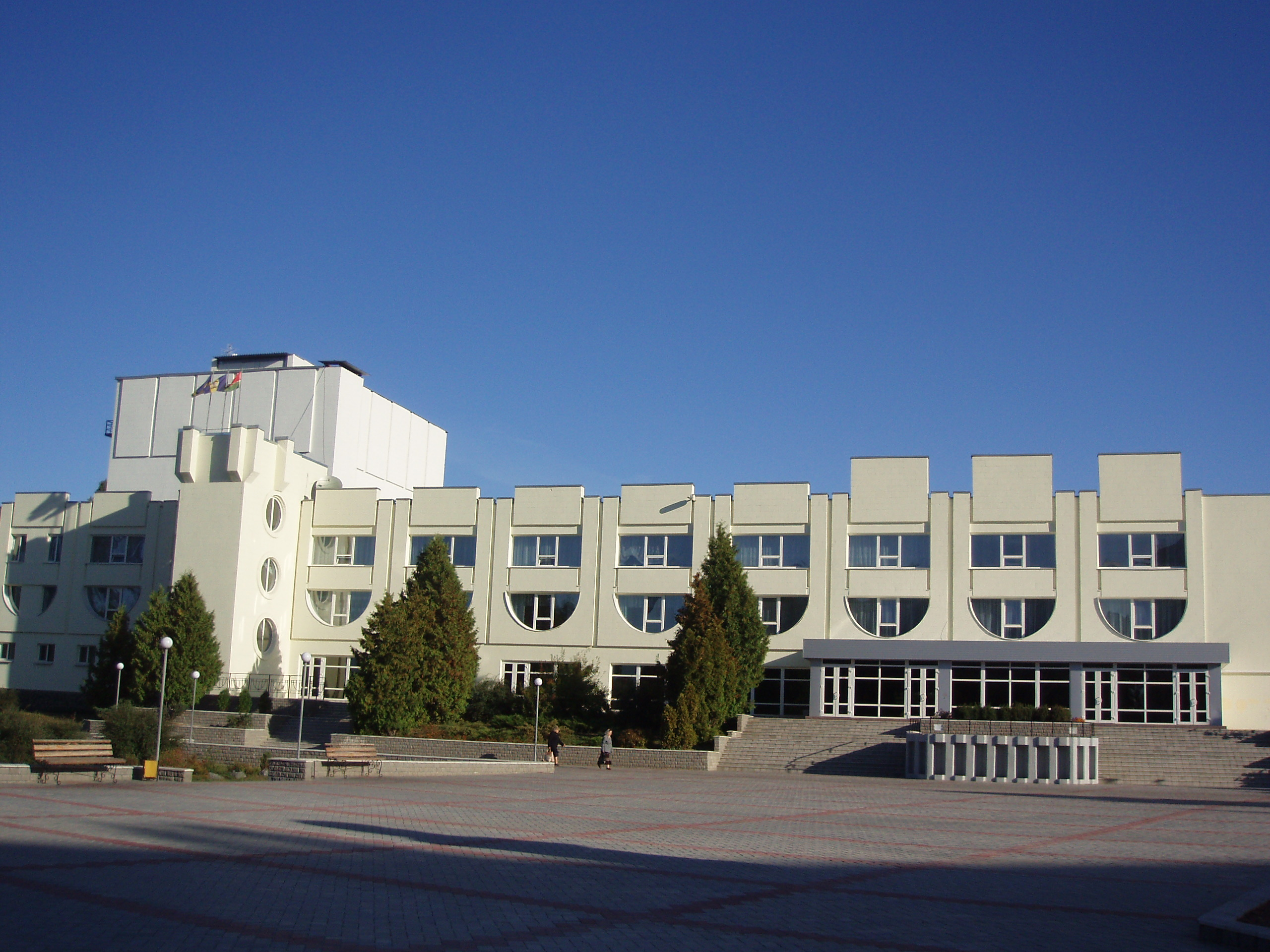
Бородянський районний будинок культури
Каплиця в парку в центрі Бородянки
погруддя Т.Г. Шевченка

## Постаті
- Телюк Ігор Володимирович (1979—2017) — солдат Збройних сил України, учасник російсько-української війни.